# Семейная криминология
Семейная криминология (криминофамилистика) — относящаяся к школе преступных подсистем отрасль криминологии, исследующая специфику преступлений, совершаемых на почве семейных отношений, и прежде всего так называемое внутрисемейное насилие, а также семейные факторы, способствующие различным видам преступной активности: насильственной, корыстной, рецидивной, молодежной, женской и т. д. В её рамках изыскиваются возможности сдерживания преступности посредством воздействия на семью. (Шестаков Д.А. Введение в криминологию семейных отношений.— Л., 1980).
Первая научная статья по семейной криминологии  в СССР впервые опубликована в 1976 году (Шестаков Д. А. Об одном из аспектов  криминогенной  ситуации // Вестник ЛГУ, 1976, N 11. С. 116–121). С неё в стране начинается криминологическое осмысление института семейных отношений. До этой работы внутрисемейные преступления ещё не вычленялись из более широкого круга так называемых бытовых преступлений (Романов Г.А., Старков О.В.). Появление семейной криминологии связано с распространением криминологических исследований с семьи несовершеннолетнего преступника, чем наука о преступности занимается издавна, на криминологические проблемы института семьи в целом, и прежде всего на преступления, совершаемые внутри семьи, в отношении близких.
Проблемы семейной криминологии разрабатываются Шестаковым Д.А., Ахматовым А.А., Ермаковым В.Д., Ильяшенко Г.М., Касторским Г.Л., Корецким Д.А, Костыря Е.А., Лукичёвым О.В, Миньковским Г.М.,   Мелешко В.П., Мошаком Н.П., Побегайло Э.Ф., Старковым О.В.,  Харламовым В.С., Чураковым А.В. и др.
Теоретическая основа семейной криминологии от проводимых, начиная с 1990-х годов, в России при поддержке американских фондов в феминистском духе многочисленных исследований так называемого семейного насилия (domestic violence) отличается диалектической концепцией причинности. Семейная криминология причины внутрисемейных преступлений связывает с противоречиями интересов мужчин и женщин и неумением эти противоречия разрешать. (Shestakov D.A. Legislative solution of conflicts in Russia in connection with problems of family criminology // H. I. Sagel-Grande, M. V. Polak. Models of conflict resolution. Antwerpen, 1999. P. 157–165).
В 70-е годы двадцатого века Д.А. Шестаковым сделан прогноз возрастания преступной активности женщин в семье как частного случая общественной активности. Предполагалось, что преступная активность в семье россиянок приблизится к соответствующему показателю американок (США). Этот прогноз, построенный на материалах криминологических исследований в Ленинграде (Санкт-Петербурге), касался в первую очередь супружеских убийств. Прогноз подтвердился. Если в 1970-е годы доля женщин среди лиц, совершивших убийство супруга, составляла в городе менее 14 %, то в первом десятилетии второго тысячелетия число мужеубийц сравнялось с числом женоубийц (исследования В.С. Харламова).
В семейной криминологии придаётся большое значение эмоциональной составляющей семейных причин преступного поведения, в связи с чем предлагается формула любовной страсти (Шестаков Д.А. Убийства на почве семейных конфликтов.— Л., 1981. С. 66-68), и другим закономерностям воспроизводства внутрисемейных преступлений (Ахматов А.А., Костыря Е.А., Молчанова М.В., Мошак Г.Г., Усманова Д.Р. и др.), проводится компаративное изучение правовых мер противодействия преступности семейной сферы (Харламов В.С., Чураков А.В. и др.).
В семейной криминологии исследуется влияние конфликтных и десоциализирующих семей на совершение различные видов преступлений — корыстных, насильственных и др. — за пределами семьи (Шестаков Д.А. Корыстная направленность и её формирование в криминогенной семье // Вестник ЛГУ, 1983, N 5. С. 79–84; его: Криминогенная семья и формирование агрессивности // Виктимологические проблемы борьбы с преступностью. Под ред. В.Я. Рыбальской. Иркутск, 1988. С. 63–71; Аббасов Ф.Н. Семья и корыстная преступность: Автореф.  дисс. на соискание уч. степени кандидата юридических наук. СПб., 1996; Евстратов Ю.И. Условия семейного воспитания лиц, осуждён¬ных за корыстные убийства // Правовые вопросы борьбы с преступ¬ностью на современном этапе // Под ред. В. Д. Филимонова. Томск, Издательство Томского ун-та, 1989. С. 81–86; Ермаков В.Д. Социально-правовая профилактика право¬нарушений несовершеннолетних, связанных с недостатками семейного воспитания. М., 1981).
На теоретической основе семейной криминологии предложен первый в России законопроект  «О предотвращении насилия в семье» (Шестаков Д.А. Семейная криминология. Семья — конфликт — преступление. СПб., издательство Санкт-Петербургского университета. С. 249-250), положение которого о статистическом учёте характера семейно-родственной и т.п. связи лица, совершившего преступление, и потерпевшего вошло в соответствующие законы Грузии, Киргизской Республики, Украины.
Семейная криминология теоретически вплотную подошла к формулированию семантической концепции преступности, впоследствии составившей основу школы преступных подсистем. Преступность была представлена Д.А. Шестаковым как система, которая включает в себя в качестве подсистем взятые на различных социальных уровнях блоки криминогенных факторов, с одной стороны, и преступное поведение, с другой стороны. При этом отмечалось вплетение в систему преступности подсистемы «криминогенная семья», включающей в себя на общесоциальном уровне — противоречия института семьи, на уровне непосредственного окружения — семейную десоциализацию и семейную конфликтность, на уровне индивидуально поведения — криминогенную семейную ситуацию.  (Шестаков Д.А. Введение в криминологию семейных отношений. — Л., 1980.— С. 63-64).